# 蒙自盾翅藤
蒙自盾翅藤（学名：Aspidopterys henryi）为金虎尾科盾翅藤属下的一个种。

## 扩展阅读
- 維基物種上的相關：蒙自盾翅藤